# 松永英晃
松永 英晃（まつなが ひであき、1948年9月7日 - ）は、日本の男性俳優、声優、ナレーター。東京都出身。身長168cm、体重65kg。血液型はO型。青年座アクターズ・スタジオ、スターダス・21所属。

## 人物
趣味は読書、バレーボール。

## 出演作品

### テレビドラマ
- 相棒 1st season - 警視庁幹部
- 相棒 4th season - 警務部長
- ウルトラQ dark fantasy - 初老の警備員
- 金曜エンターテイメント
  - 買い物代行人桃子の冒険
  - 函館旅情サスペンス
- 白い波紋
- 新・風のロンド
- 大都会
- タスクフォース
- 何でも屋お国
- 日本のいちばん長い夏
- 法律事務所第1作「自白の風景」（2006年8月12日）- 裁判長・横井直哉 役
- 松本清張 黒革の手帖 第6話
- ママまっしぐら2
- 未来潮流
- ワンダフルライフ - 石巻哲郎
- 絶対零度〜特殊犯罪潜入捜査〜 第6話 - 村山慎二
- いだてん〜東京オリムピック噺〜 - 木戸幸一

### 映画
- サムライガールズ21
- 青春散歌・置けない日々
- 追憶
- 同窓会
- ラヴァーズ・キス - 尾崎健一

### 舞台
- 劇団道学先生
- 人類館

### テレビアニメ
- 名探偵コナン（2001年、金沢柳一郎）
- キ・ファイターテラン（2002年、ニバス）
- 陸奥圓明流外伝 修羅の刻（2004年、松平伊豆守信綱）

### 劇場アニメ
- ∀ガンダムI 地球光（2002年、ミラン・レックス）
- ∀ガンダムII 月光蝶（2002年、ミラン・レックス）

### 吹き替え

#### 映画
- 青い自転車
- インファナル・アフェア 無間序曲
- オクトパス
- 疑惑の幻影
- クラウン
- ジャングル ギンズバーグ19日間の軌跡
- 上海から来た女
- 地中海
- Dr.Tと女たち
- パッション・フィッシュ
- Mirror 鏡の中
- ワンダーデイ

#### ドラマ
- イ・サン
- NCIS 〜ネイビー犯罪捜査班
- 騎馬警官
- クリミナル・マインド FBI行動分析課シーズン2（ジョーンズ）
- クリミナル・マインド 特命捜査班レッドセル
- コペンハーゲン/首相の決断（ヨアキム・クローネ）
- ザ・ホワイトハウス シーズン5（ベリー・ヒル）
- 高い城の男（田上信輔）
- 馬医
- HAWAII FIVE-0（カマレイ判事〈クライド草津〉）
- 名探偵ポワロ 複数の時計（ハムリング）
- 名探偵モンク7（マルコム・ナッシュ医師）
- LOST

### ナレーション
- Q盤コレクション
- 戦争と兵器
- ダウトを探せ
- メモリーズ
- ロングセラーアルバムコレクション

### ラジオ
- ニッポンラジオデイズ

### ラジオドラマ
- おやじでサンバ
- 神々の山嶺

### CM
- NTT四国
- 国民年金
- 白岳
- チェアーズ
- 日本不動産協会
- マック
- みんなのゴルフオンライン
- ヤクルトタフマン
- 理想科学